# William Christopher
William Christopher, född 20 oktober 1932 i Evanston, Illinois, död 31 december 2016 i Pasadena, Kalifornien, var en amerikansk skådespelare, mest känd som Fader Mulcahy i TV-serien M*A*S*H (1972–1983).